# Fatnica
Fatnica je naselje v občini Bileća, Bosna in Hercegovina. 

## Deli naselja
Čolovci, Fatnica, Na Brdu in Zilovina.

## Prebivalstvo
| Pregled števila prebivalcev po letih | Pregled števila prebivalcev po letih | Pregled števila prebivalcev po letih | Pregled števila prebivalcev po letih | Pregled števila prebivalcev po letih | Pregled števila prebivalcev po letih |
| ------------------------------------ | ------------------------------------ | ------------------------------------ | ------------------------------------ | ------------------------------------ | ------------------------------------ |
| 1948                                 | 1953                                 | 1961                                 | 1971                                 | 1981                                 | 1991                                 |
| -                                    | -                                    | -                                    | 285                                  | 270                                  | 155                                  |

| Narodna sestava prebivalstva po letih                                                                                         | Narodna sestava prebivalstva po letih                                                                                         | Narodna sestava prebivalstva po letih                                                                                        |
| --- | --- | --- |
| 1971 | 1981 | 1991 |
| . skupaj: 285 Srbi 153 (53,68 %) Muslimani 131 (45,96 %) Hrvati 0 (0,00 %) Jugoslovani 0 (0,00 %) drugi in neznano 1 (0,35 %) | . skupaj: 270 Srbi 164 (60,74 %) Muslimani 94 (34,81 %) Hrvati 0 (0,00 %) Jugoslovani 10 (3,70 %) drugi in neznano 2 (0,74 %) | . skupaj: 155 Srbi 111 (71,61 %) Muslimani 44 (28,38 %) Hrvati 0 (0,00 %) Jugoslovani 0 (0,00 %) drugi in neznano 0 (0,00 %) |